# Philodendron sphalerum
Philodendron sphalerum är en kallaväxtart som beskrevs av Heinrich Wilhelm Schott. Philodendron sphalerum ingår i släktet Philodendron och familjen kallaväxter. Inga underarter finns listade.